# Castello di Frino
Il castello di Frino è un castello situato in via Cristoforo Colombo, 8 a Ghiffa, nella provincia del Verbano-Cusio-Ossola.

## Storia
Il castello di Frino venne costruito nel XV secolo dai marchesi Moriggia. Quest'ultimi infatti, nel 1473 furono investiti da Filippo Maria Visconti dei feudi di Ghiffa, San Martino, San Maurizio ed Oggebbio. 
Il castello subirà delle notevoli modifiche nel corso del XVIII secolo per volere del Marchese Don Giovanni Battista Moriggia Della Porta, il quale lo fece trasformare in un palazzo. Alla morte di quest'ultimo il palazzo con tutti i possedimenti familiari passò ad un ramo collaterale, i Moriggia di Pallanza, nella figura del Marchese Giuseppe Moriggia. La decadente situazione economica dei Moriggia costrinse ai 12 eredi dell'ultimo marchese, Pietro Giuseppe Moriggia (1801-1884) a vendere tutti i possedimenti compreso il castello di Frino che venne ceduto all'architetto Pirovano. In conseguenza i Moriggia persero i loro principali feudi del Lago Maggiore che passarono ai contendenti conti Borromeo.